# Informacijsko ratovanje
Informacijsko ratovanje obuhvaća bilo koju aktivnost uperenu protiv znanja i sustava vrijednosti određene zemlje ili organizacije. Zbog propagandnih djelatnosti često je povezano sa Psihološkim ratovanjem.

## Informacijske operacije
Informacijske operacije su planirana djelovanja za prijenos odabranih informacija na strano stanovništvo kako bi se utjecalo na njihove osjećaje i objektivno prosuđivanje, te samim time na ponašanje stranih vlada, organizacija i skupina. 
Svrha informacijskih operacija je potaknuti ili pojačati strane stavove i ponašanje pogodno za postizanje političkih i vojnih ciljeva inicijatora informacijskih operacija. U tim operacijama se često koriste i propagandne metode iz područja psihološkog ratovanja pa se takve operacije često nazivaju i informacijsko-propagandne aktivnosti. 
- Primjer takve operacije može se naći pri upotrebi termina palestinska država koju je oko 1964. godine koristio PLO, iako taj naziv službeno nikada nije postojao, a označavao je ne-židovsku, tj. ne-izraelsku zemlju. U toj operaciji je važno bilo pustiti određenu informaciju u opticaj. Nakon toga su je prvo počeli koristiti novinari, zatim javno mnijenje, a na kraju i političari.
- Sličan primjer postoji i u novijoj hrvatskoj povijesti tj. upotreba naziva SAO Krajina; termin koji se je uporno koristio kao nešto što postoji u zemljopisnom, političkom i pravnom smislu.

## Internetsko ratovanje
Internetsko ratovanje je podvrsta informacijskog ratovanja, koja ne treba bojno polje, već se sve odvija u cyberspace-u. Na Cyberspace može utjecati bilo koja grupa koja posjeduje računala koji se mogu povezati u postojeće računalne mreže. Internetski napadi neke skupine mogu biti usmjereni na namjerno ubacivanje dezinformacija na neke internetske forume, enciklopedije, blogove i web stranice sličnog karaktera ili mogu biti strogo usmjereni prema mrežnoj sabotaži tj. internetskom terorizmu.

## Vanjske poveznice
- Information Warfare Site
- Information Warfare Monitor  Arhivirana inačica izvorne stranice od 4. prosinca 2012. (Wayback Machine)
- University of Cambridge, Computer Laboratory: Electronic and Information Warfare (PDF), (eng.)
- Maxwell Air Force Base, Alabama: Information operations during Allied Force (PDF), (eng.)

- Rat hrvatskih i srbijanskih hakera
- Srpski hakeri srušili Janičine stranice
- [http://www.nacional.hr/articles/view/37575/  Arhivirana inačica izvorne stranice od 12. siječnja 2008. (Wayback Machine) Hakerske provale u Pentagon